# 6137 Johnfletcher
6137 Johnfletcher è un asteroide della fascia principale. Scoperto nel 1991, presenta un'orbita caratterizzata da un semiasse maggiore pari a 3,2131966 UA e da un'eccentricità di 0,0626297, inclinata di 15,43586° rispetto all'eclittica.
L'asteroide è dedicato all'astrofilo britannico John Fletcher.